# کوئیگیلینگوک (آلاسکا)
کوئیگیلینگوک (به انگلیسی: Kwigillingok) شهری در ناحیه سرشماری بتل ایالت آلاسکا است که جمعیت آن در سرشماری سال ۲۰۰۰ میلادی ۳۳۸ نفر بوده‌است.